# Bisdom Coutances-Avranches

Het bisdom (rood) binnen Frankrijk

Het bisdom Coutances-Avranches of kortweg bisdom Coutances (Latijn: Dioecesis Constantiensis-Abrincensis; Frans: Diocèse de Coutances et Avranches) is een rooms-katholiek bisdom in Frankrijk. De bisschopszetel is de kathedraal van Coutances. Het bisdom heeft een oppervlakte van 5.938 km² en omvat het grondgebied van het departement Manche. Het is suffragaan aan het aartsbisdom Rouen.
In 2021 telde het bisdom 408.000 katholieken op een totale bevolking van 491.000, of 83,2% van de bevolking. Het bisdom telt 58 parochies. De parochies zijn ondergebracht in acht dekenaten en drie aartsdekenaten. 

## Geschiedenis
Tot de Franse Revolutie waren Coutances en Avranches twee aparte bisdommen, beide suffragaan aan het aartsbisdom Rouen.

### Coutances

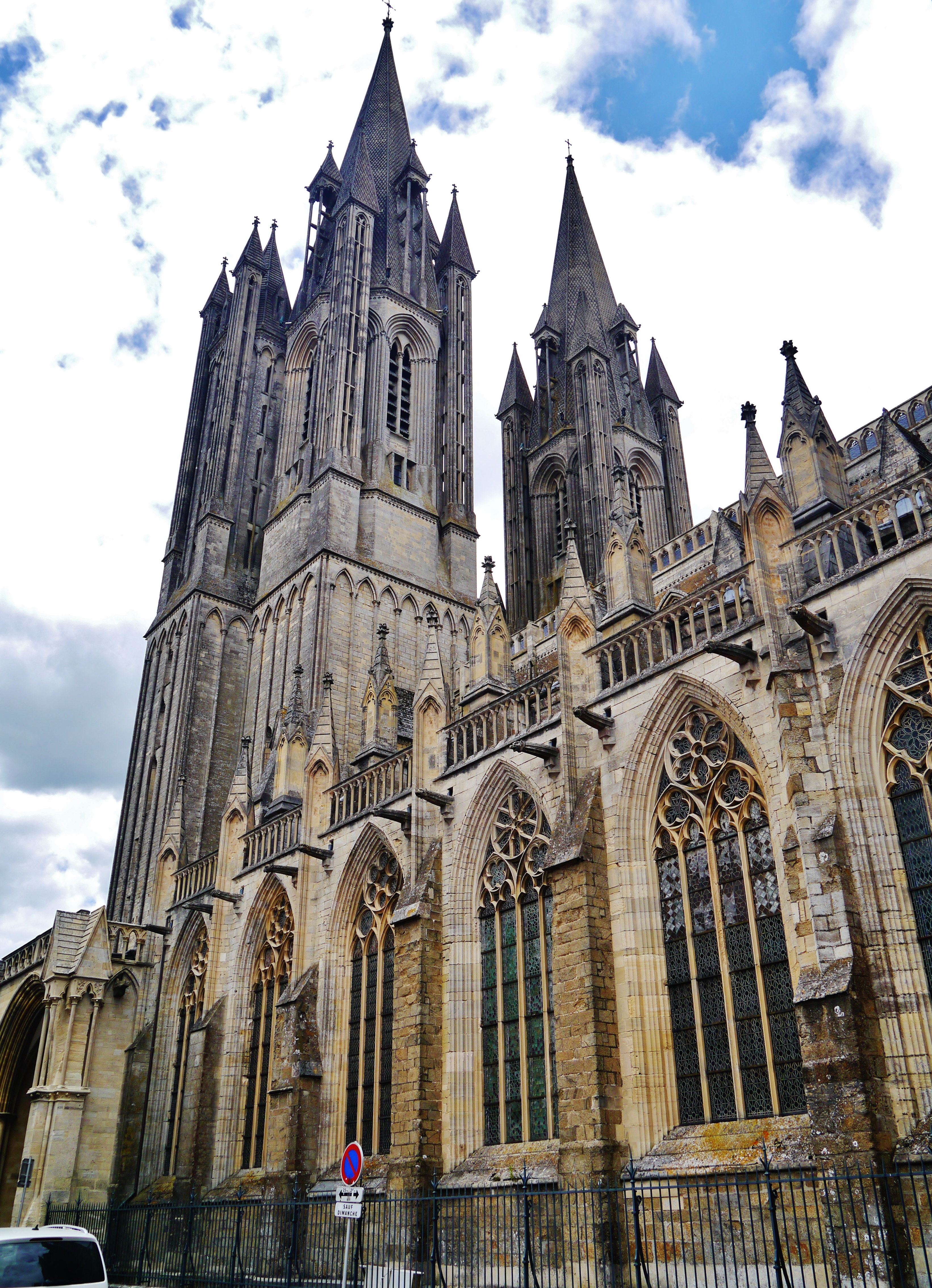
Kathedraal van Coutances

Het bisdom Coutances is ontstaan in de 5e eeuw of de vroege 6e eeuw. Het werd waarschijnlijk opgericht door missionarissen afkomstig van de Britse eilanden. De eerste bisschop was volgens de overlevering de heilige Laudinus (Saint-Laud). In de 9e eeuw verlieten de bisschoppen de stad die onveilig werd gemaakt door invallen van Vikingen en vestigden zich eerst in Saint-Lô en vervolgens in Rouen. Pas in de 11e eeuw keerden de bisschoppen terug naar Coutances. Geoffroy de Montbray, bisschop tussen 1048 en 1093, luidde het herstel in van Coutances als het religieus en administratief centrum van het schiereiland Cotentin. Hij startte met de bouw van een nieuwe kathedraal. Bisschop Hugues de Morville vatte aan het begin van de 13e eeuw de bouw van de nieuwe gotische kathedraal aan. Giuliano della Rovere, de latere paus Julius II, was in 1476-1477 kort bisschop van Coutances. Hij zetelde niet echt in de stad. Hij werd opgevolgd door zijn verwant Galeazzo della Rovere. In de 18e eeuw liet bisschop Jacques Lefèvre du Quesnoy een nieuw bisschoppelijk paleis bouwen.

### Avranches

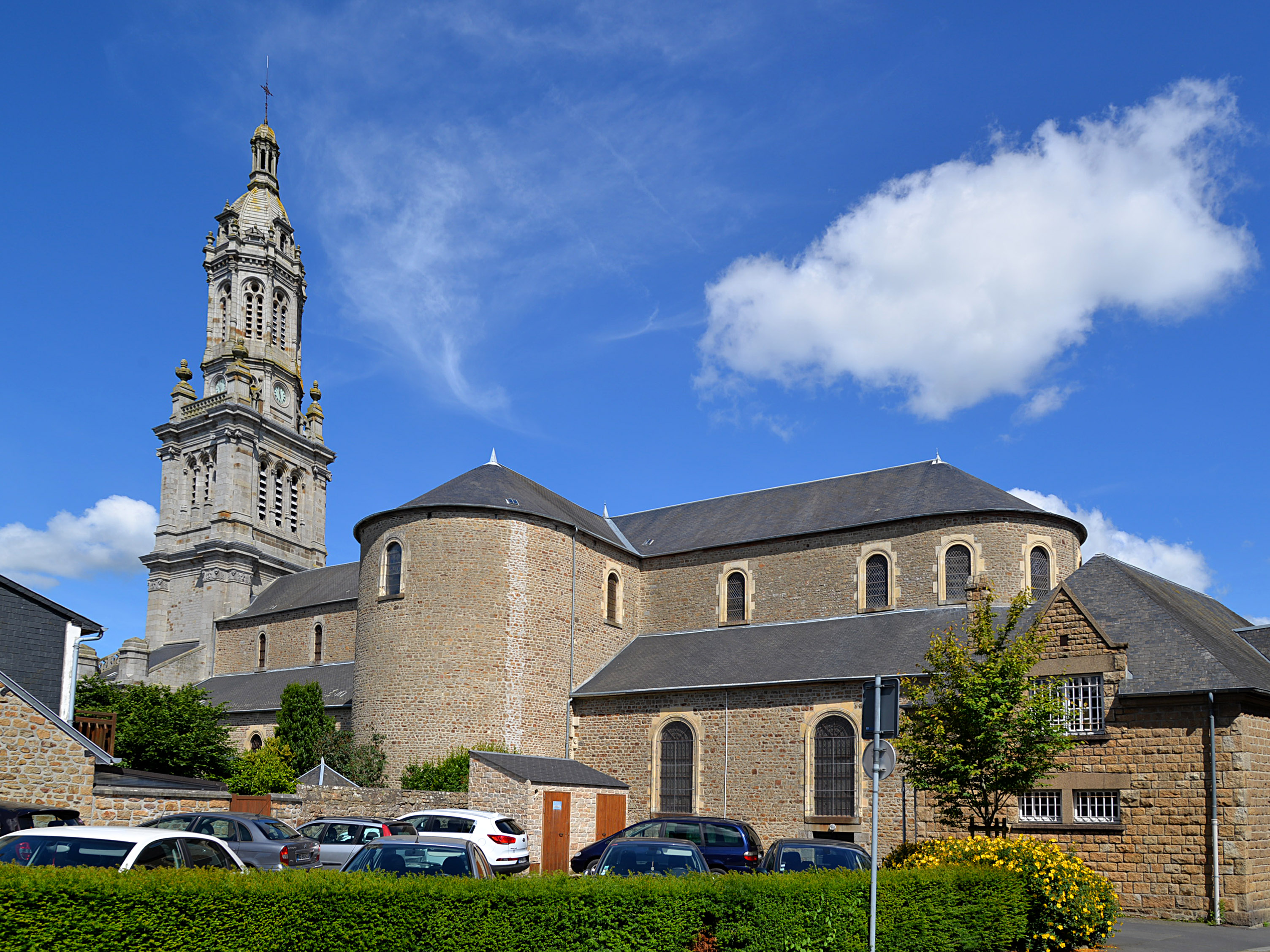
Basiliek Sant-Gervais van Avranches

Het bisdom Avranches werd iets vroeger opgericht door missionarissen uit het zuiden van Frankrijk. De eerste bisschop was Nepus die in 511 deelnam aan het eerste concilie van Orléans. Bisschop Aubert stond aan de wieg van het heiligdom van Mont Saint-Michel door op die rots een oratorium te bouwen omstreeks 720. Een andere bekende bisschop was Richard de Coutances. Hij organiseerde de boetedoening van koning Hendrik II van Engeland voor de moord op Thomas Becket. Op 21 februari 1173 deed de koning publiek boete op de drempel van de kathedraal van Avranches. Bij het Concordaat van 1801 werd het bisdom Avranches niet opnieuw opgericht. Het territorium werd gevoegd bij het bisdom Coutances. In 1854 kreeg het bisdom wel de naam Coutances-Avranches. De middeleeuwse kathedraal Saint-André ging verloren aan het begin van de 19e eeuw.

## Bisschoppen (sinds 1801)
- Claude-Louis Rousseau (1802-1807)
- Pierre Dupont de Poursat (1807-1835)
- Louis-Jean-Julien Robiou (1836-1852)
- Jacques-Louis Daniel (1853-1862)
- Jean-Pierre Bravard (1862-1875)
- Abel-Anastase Germain (1876-1897)
- Joseph Guérard (1898-1924)
- Théophile-Marie Louvard (1924-1950)
- Jean-Louis Guyot (1950-1966)
- Joseph Wicquart (1966-1988)
- Jacques Fihey (1989-2006)
- Stanislas Lalanne (2007-2013)
- Laurent Le Boulc'h (2013-2023)
- Grégoire Cador (2023- )

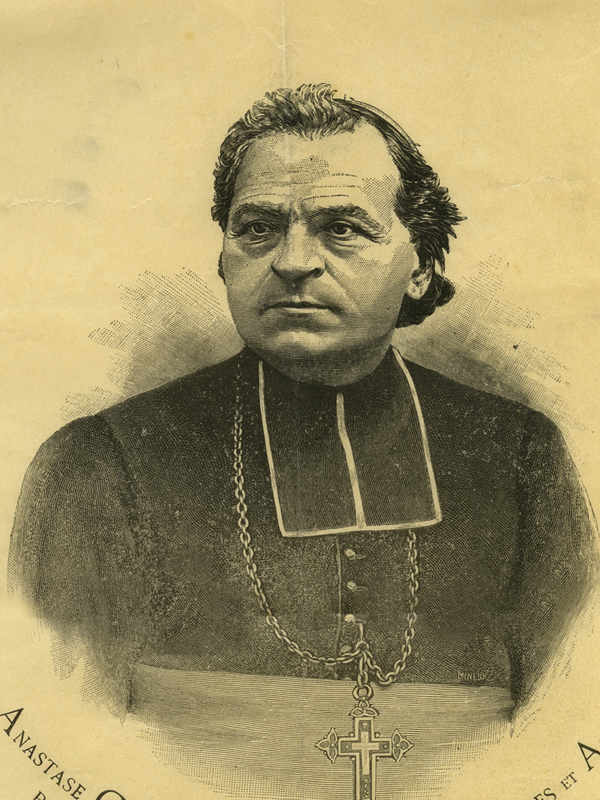
Abel-Anastase Germain
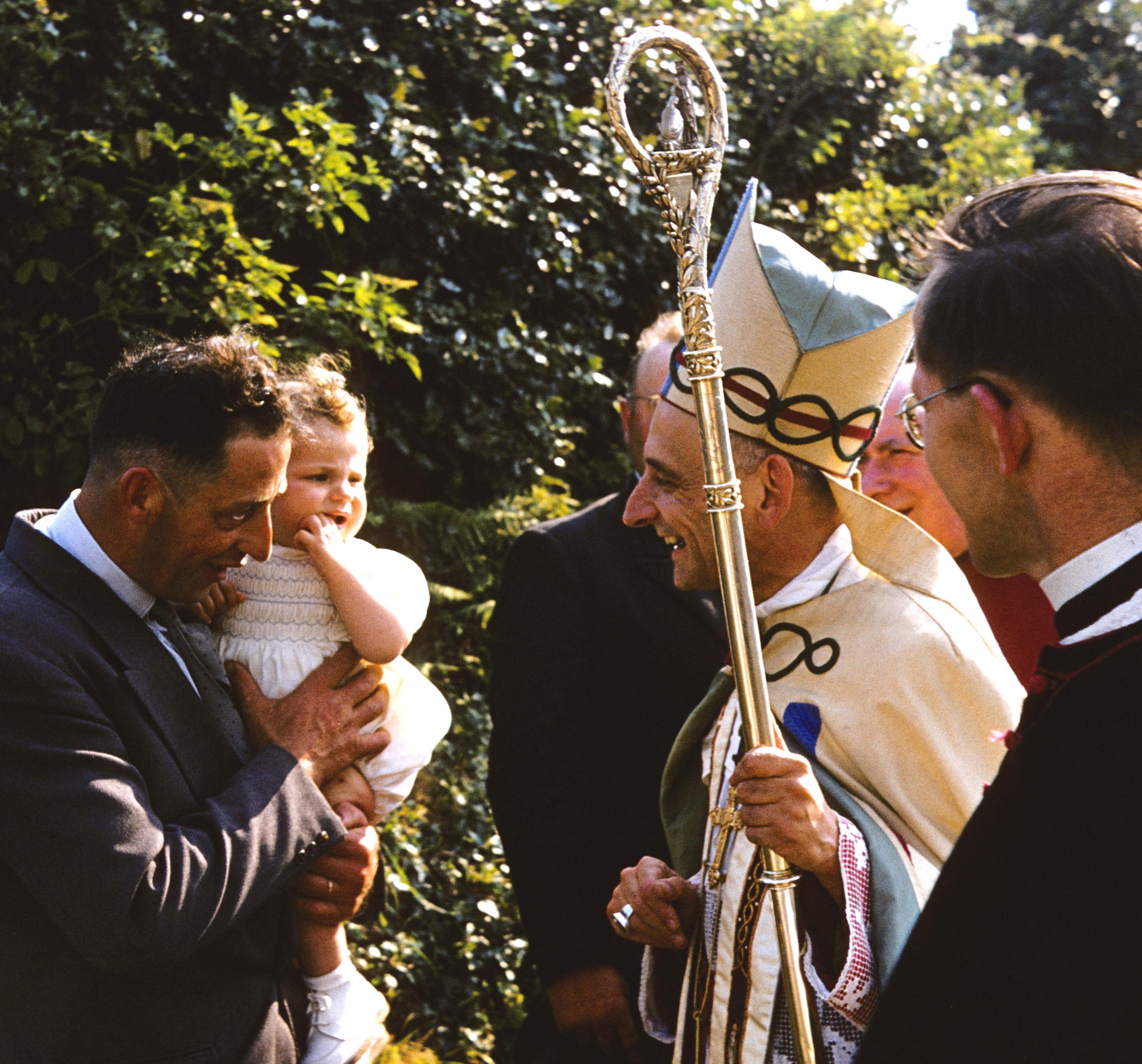
Jean-Louis Guyot
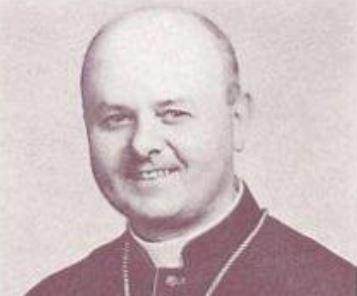
Joseph Wicquart
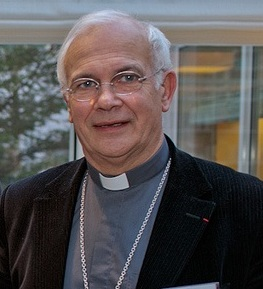
Stanislas Lalanne

Rouen (aartsbisdom) · Bayeux-Lisieux · Coutances · Évreux · Le Havre · Sées